# 3695 Fiala
3695 Fiala (1973 UU4) là một tiểu hành tinh vành đai chính được phát hiện ngày 21 tháng 10 năm 1973 bởi H. L. Giclas ở trạm Anderson Mesa thuộc Đài thiên văn Lowell.